# Nebuloasa Voalul
Nebuloasa Voalul, Nebuloasa Vălul, NGC 6992/6995 sau Caldwell 33/34 este un rest de supernovă din constelația Lebăda. 

## Imagini

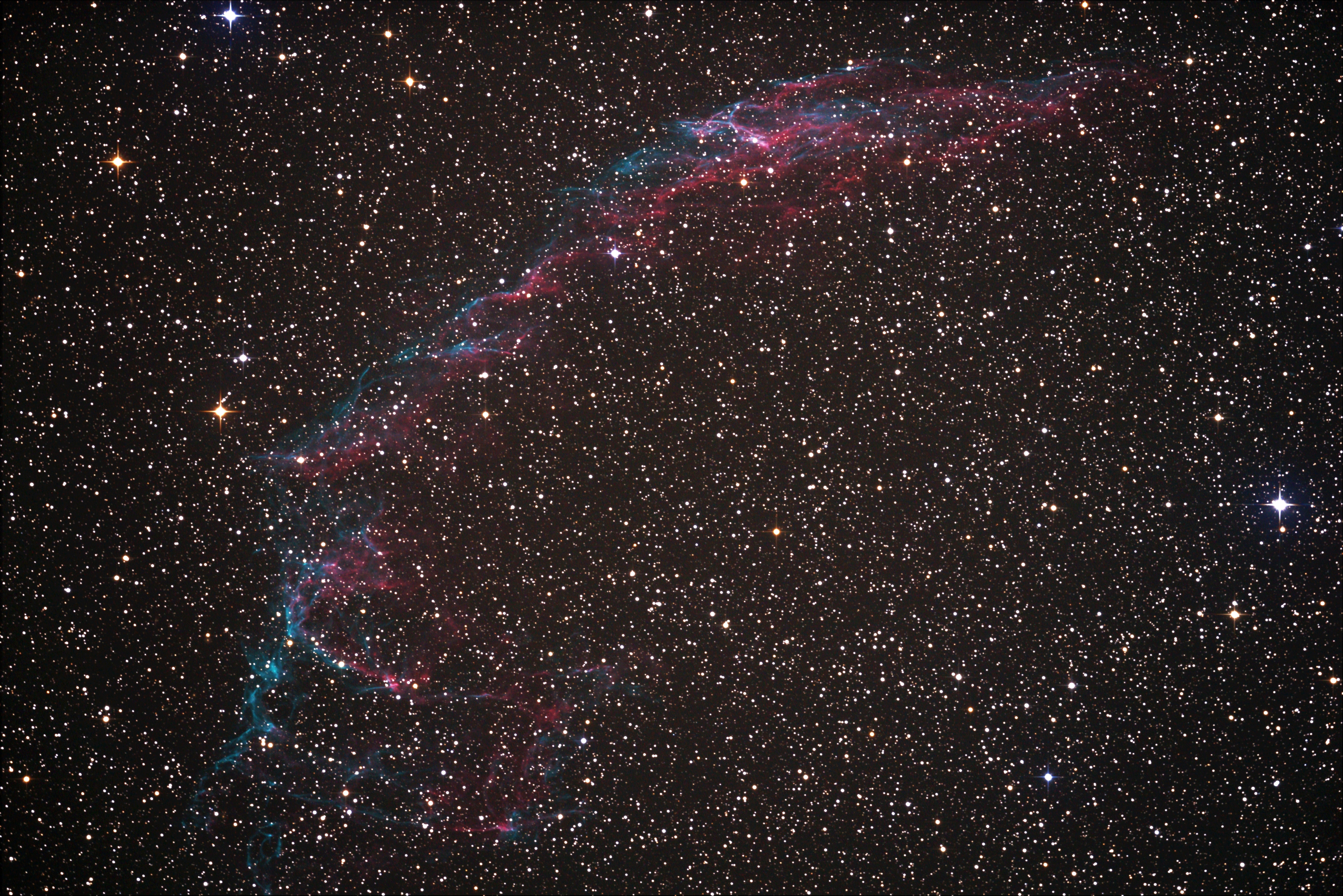
Nebuloasa Voalul de Est (NGC6992), fotografiată cu echipament pentru amatori